# Bezzia setosa
Bezzia setosa är en tvåvingeart som beskrevs av Remm 1974. Bezzia setosa ingår i släktet Bezzia och familjen svidknott. Inga underarter finns listade i Catalogue of Life.